# Вурот
Вурот је насељено место у саставу Града Сиска, Хрватска.

## Становништво
| Националност       | 1991.     |
| Хрвати             | 84 (100%) |
| Срби               | 0         |
| Југословени        | 0         |
| остали и непознати | 0         |
| Укупно             | 84        |